# Бибрутално
„Бибрутално“ (на английски: Grindhouse) е американски филм на ужасите от 2007 година.
Замислен като реплика на нискобюджетните филми, показвани през 70-те години в кината по двойки, филмът се състои от две самостоятелни части, предшествани и разделени от измислени реклами и трейлъри.
Първата част, „Планета страх“, е режисирана от Робърт Родригес по негов сценарий и описва епидемия, предизвикана от излязло от контрол биологично оръжие, превръщащо хората в зомбита. Главните роли се изпълняват от Роуз Макгоуан, Фреди Родригес, Джош Бролин, Марли Шелтън.
Втората част е „Разходка смърт“, режисирана от Куентин Тарантино по негов сценарий. В основата на нейния сюжет е бивш каскадьор, станал сериен убиец, убиващ млади жени, който се опитва да убие и две каскадьорки. В главните роли са Кърт Ръсел, Росарио Доусън, Ванеса Ферлито.